# Jean-Baptiste de Machault d'Arnouville
Jean-Baptiste de Machault, comte d'Arnouville, seigneur de Garge et de Gonesse, est un administrateur et homme politique français né à Paris le 13 décembre 1701 et mort dans la même ville le 12 juillet 1794.
Il fut intendant de la province de Hainaut à Valenciennes (1743), puis contrôleur général des finances de Louis XV (1745-1754), puis secrétaire d'État de la Marine (1754) et garde des sceaux de France (1750) jusqu'à sa disgrâce en 1757 à l'instigation de Madame de Pompadour. Il vécut dès lors éloigné de la Cour jusque sous la Révolution française : âgé de quatre-vingt-douze ans, il fut arrêté à Rouen et emprisonné en 1794 à la prison des Madelonnettes où il mourut peu de temps après.

## Biographie

### Origines et famille
Jean-Baptiste de Machault d'Arnouville est issu d'une famille de parlementaires établie à Paris depuis le début du XVIe siècle. Il est le troisième fils de Louis Charles de Machault d'Arnouville, lieutenant général de police, et de Françoise Élisabeth Milon (1680-1720). Par sa mère, il est le petit-neveu de Mgr Louis Milon de Rigny.

### Carrière politique
Il est conseiller au Parlement de Paris (20 juin 1721) puis maître des requêtes (7 août 1728). En tant que rapporteur du bureau de Législation, il fut étroitement associé aux travaux de codification du chancelier d'Aguesseau, qui le tenait en haute estime. Il est ensuite président au Grand Conseil (22 janvier 1738-1742), avant d'être nommé intendant de la Province de Hainaut à Valenciennes le 1er mars 1743, sur la recommandation du comte d'Argenson. Il était lié avec le procureur général Guillaume-François Joly de Fleury et ami intime de Daniel-Charles Trudaine.
Louis XV eut l'occasion de faire la connaissance de Machault d'Arnouville lorsqu'il loge à l'intendance de Valenciennes en 1744 et 1745. Le 6 décembre 1745, le Roi le nomme contrôleur général des finances en remplacement de Philibert Orry, dont Madame de Pompadour avait obtenu la disgrâce. La favorite, écrit Michel Antoine, « n'avait eu aucune part dans la désignation du nouveau contrôleur général, qui, par certains traits, n'était pas sans rappeler son prédécesseur. Il était lui aussi insensible aux plaintes des intérêts particuliers, d'une humeur taciturne et d'un abord difficile, propre à décourager les quémandeurs malgré son extrême politesse. »
Les quasi-huit années de la guerre de Succession d'Autriche ayant vidé les caisses de l'État, Machault d'Arnouville doit recourir à l'emprunt. Il tente, en 1749, une réforme des impôts directs pour les généraliser à tous, y compris au clergé qui, s'il avait pu la mener à bien avec le soutien de Louis XV, aurait pu éviter l'une des causes de l'explosion révolutionnaire de 1789. Il propose d'abolir le dixième, auquel échappaient le clergé et la plus grande partie de la noblesse, et de le remplacer par un nouvel impôt, le vingtième, qui ne souffrirait aucune exception. Mais ce projet suscite un tollé chez les privilégiés et l'exemption obtenue par le clergé conduit le contrôleur général à abandonner sa réforme en décembre 1751.
Le 29 novembre 1750, Machault d'Arnouville fut parallèlement nommé garde des sceaux de France, concomitamment à la nomination de Guillaume de Lamoignon de Blancmesnil comme Chancelier de France, en remplacement d'Henri François d'Aguesseau qui avait remis sa démission.
Secrètement attaqué par son collègue le comte d'Argenson, compromis devant le roi par la bienveillance que lui marquait le Parlement, entravé dans l'exécution de ses plans, il est renvoyé à son tour du contrôle général des finances le 28 juillet 1754, mais en compensation, il reçoit le secrétariat d'État de la Marine. Pour se ménager les bonnes grâces de l'Angleterre, Machault est le principal instigateur de la révocation de Dupleix en Inde en 1754 entrainant la perte définitive de la plus riche des conquêtes françaises. Il demeura garde des sceaux et Secrétaire d'État de la Marine jusqu'au 1er février 1757, date à laquelle Madame de Pompadour le fit renvoyer. Le 10 février 1757 il est remplacé au Secrétariat d'État à la Marine par François Marie Peyrenc de Moras.
Michel Antoine livre cette analyse : 

« Il est certain que, de tous ses ministres, Machault a été celui que Louis XV a le plus aimé et estimé. Il a vu en lui le grand homme d'État dont il rêvait, en quoi il était, une fois de plus, parfaitement lucide. La décision et l'énergie étaient les traits dominants de son caractère, la netteté et la précision ceux de son esprit, avec une conscience admirable des nécessités pratiques plutôt qu'une propension aux spéculations théoriques, avec un respect des traditions qui n'empêcha point ses réformes d'emporter de telles répercussions qu'elles engageaient une refonte de l'État et de la société. L'homme, avec cela, était profondément intègre et, quoi qu'aient insinué ou vociféré ses ennemis, un bon chrétien. S'il n'avait nullement désiré le pouvoir et s'il ne le regretta point après l'avoir perdu, il ne manqua pas d'adresse pour s'y maintenir. Ayant notamment saisi combien Madame de Pompadour pouvait être nocive, il eut soin de s'assurer son appui et sa sympathie, sans que, en son âme et conscience, il approuvât sa liaison avec le Roi. »

Après sa disgrâce, pendant plus de trente ans il vécut oublié de tous d'abord dans sa terre d'Arnouville-lès-Gonesse, où il avait entrepris en 1750 de faire construire par les architectes Contant d'Ivry et Chevotet un vaste château moderne dans un parc. L'ensemble, qui ne fut pas achevé, les travaux ayant sans doute été interrompus avec la disgrâce de Machault, devait être grandiose : le bâtiment qui a subsisté, en équerre, comporte 18 fenêtres et lucarnes de façade et l'aile en retour projetée n'a jamais été construite. Le marquis d'Argenson avait noté dans une lettre de 1751 : « il fait des dépenses folles à son château d'Arnouville-lès-Gonesse : il y a abattu le village et fait devant sa maison une place publique grande comme la place Vendôme ; il espère que le roi y passera en venant de Compiègne, et il y fait passer le chemin. »
On dit qu'à son avènement en 1774, Louis XVI songea à rappeler Machault. Mais une intrigue de dernière minute – venue soit du parti du duc d'Aiguillon, qui soutenait son cousin à la mode de Bretagne le comte de Maurepas, soit du clergé que Machault avait indisposé en tentant de l'assujettir au vingtième – le fit écarter au profit de Maurepas. Ainsi, alors qu'un courrier partait pour la résidence de Machault puis un contre-ordre fut donné pour que ledit courrier parte vers le château de Maurepas, ce contre-ordre ne put être appliqué que grâce à l'intervention du hasard : le cheval portant le message se cassa la patte. 
En 1789, il s'installa au château de Thoiry, chez son fils Charles dont la femme, née Angélique de Baussan, avait hérité le château. Son fils Louis, évêque d'Amiens avait refusé de prêter serment à la Constitution civile du clergé et émigra. Tombant sous le coup du décret du 17 septembre 1793 (qui incluait les parents d'émigrés dans la catégorie des suspects), Jean-Baptiste Machault d'Arnouville, âgé de quatre-vingt-douze ans, fut arrêté à Rouen et emprisonné en 1794 à la prison des Madelonnettes où il mourut peu de temps après, évitant ainsi la guillotine.
Il fut nommé membre honoraire de l'Académie des sciences en 1746, commandeur et trésorier des ordres du Roi le 16 novembre 1747, et ministre d'État le 24 mai 1749.
Le fort français, construit en Nouvelle-France en 1754, fut nommé Fort Machault en son honneur.

### Mariage et descendance

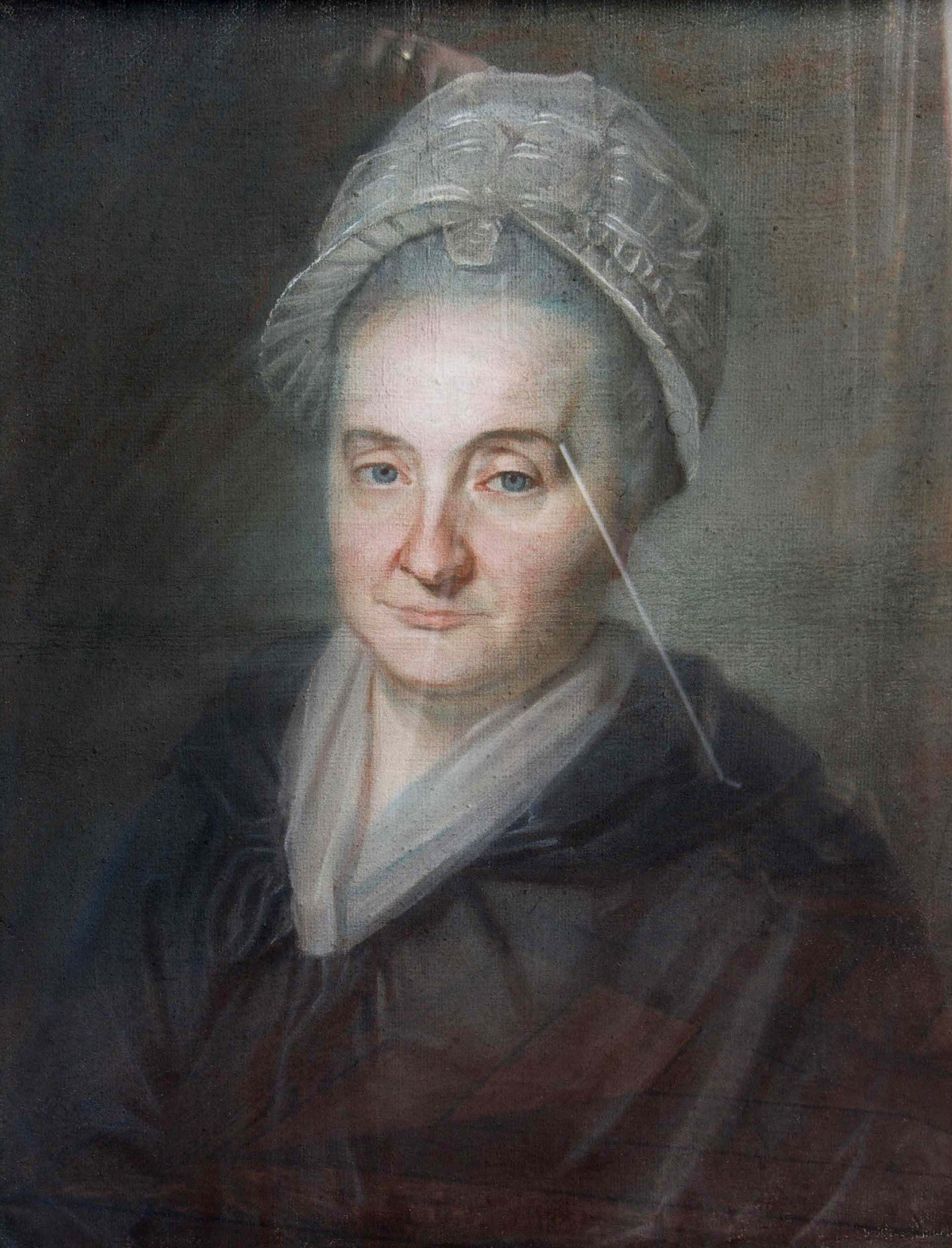
Portrait de Geneviève Louise Rouillé du Coudray, épouse de Machault d'Arnouville. Pastel. Château de Thoiry.

Il épousa en 1737 à Paris Geneviève Louise Rouillé du Coudray (1717-1794), fille d'Hilaire Rouillé du Coudray et  Marie Louise Hélène Le Féron (1698- 1776).  Ils eurent quatre fils :
1. Louis Machault d'Arnouville (1737-1820), évêque d'Amiens ;
2. Armand Machault d'Arnouville (1739-1827), colonel de Languedoc-Dragons ;
3. Alexandre Jean-Baptiste Machault d'Arnouville (né en 1741) ;
4. Charles Machault d'Arnouville (1747-1830).

## Sources et bibliographie
- Michel Antoine, Louis XV, Paris, Fayard, 1989 ;
- Marcel Marion, Machault d'Arnouville. Étude sur l’histoire du contrôle général des finances de 1749 à 1754, Paris, Hachette, 1891. Ouvrage numérisé.
- Jules Michelet, Histoire de la Révolution française ;
- Vincent Pruchnicki, Un domaine de ministre au temps de Louis XV : Jean-Baptiste de Machault à Arnouville, Mémoire de Master II, Paris, École du Louvre, 2009 ;
- Vincent Pruchnicki, Arnouville - Le château des Machault au XVIIIe siècle, éditions Lelivredart [archive], Paris, 2013 ;
- Jean-Philippe Zanco, Dictionnaire des Ministres de la Marine 1689-1958, S.P.M. Kronos, Paris 2011.